# Кантуа буксолиста
{{#ifeq:0|0|{{#if:Cantua buxifolia|{{#if:|[[]}}|[[]]}}}}
Кантуа буксолиста (лат. Cantua buxifolia) — квітуча чагарникова рослина. Належить до родини синюхових (Polemoniaceae), типовий вид роду кантуа (Cantua).
Латинська наукова назва роду утворена від перуанського слова ccantu, у Болівії kantuta. Рослина відома як «квітка інків». 

## Ареал і опис
Кантуа буксолиста росте у високогірних долинах юнгас Перу і Болівії на висоті від 2500 до 4000 метрів над рівнем моря. Також вирощується як декоративна рослина, за витривалістю і за прийомами культури прирівнюється до зимуючих фуксій. У 1848 році його вперше виростили з насіння, зібраного в перуанських Андах Вільямом Лоббом, у Великій Британії.
У дикій природі вічнозелений чагарник виростає до 5 м заввишки, має прямий сильний стовбур, просте листя. Гілки рослини з китицями яскраво-червоних, пурпурових трубчастих квітів, але також трапляються білі або жовті. Суцвіття несуть від кількох і більше квітів на квітконіжках різної довжини. Запилюється, переважно, колібрі.